# چینی‌آرواره
چینی‌آرواره (نام علمی: Huaxiagnathus) نام یک سرده از تیره آراسته‌آروارگان است.